# Anton Durcovici
Anton Durcovici, né le 17 mai 1888 à Bad Deutsch-Altenburg et mort le 20 décembre 1951 à Sighetu Marmației, est un autrichien devenu prélat catholique en Roumanie. Évêque du diocèse de Iași, il est emprisonné par les autorités communistes pour être resté fidèle au pape et succombe aux conditions inhumaines qui lui sont imposées. Reconnu martyr par l'Église catholique, il est vénéré comme bienheureux, et fêté le 10 décembre.

## Biographie
Anton Durcovici est né à Bad Deutsch-Altenburg dans l'actuelle Autriche. Orphelin de père à l'âge de quatre ans, sa mère, son frère et lui s'installent en Roumanie.
Après avoir fait ses études élémentaires, il rejoint, en 1906, le séminaire catholique romain et part finir ses études à Rome. Il est ordonné prêtre le 24 septembre 1910. En 1924, il est nommé recteur du séminaire de Bucarest. Il occupe cette fonction jusqu'à ce qu'il soit nommé évêque du diocèse de Iași, en 1948 et est consacré par Gerald O'Hara avec comme co-consécrateurs Alexandru Cisar (it) et Markus Glaser (de).
Gênant pour le régime communiste qui prônait une société sans religion, le département de la sécurité d'État l'arrête le 26 juin 1949 alors qu'il était en route pour administrer le sacrement de confirmation à plus de 600 jeunes de la banlieue de Bucarest. Le 10 septembre 1951, il est interné à la prison de Sighet (ro), dans laquelle il meurt en « martyr de la foi » quelques mois plus tard, le 20 décembre 1951. Son corps est jeté dans la fosse commune par les autorités.

## Béatification

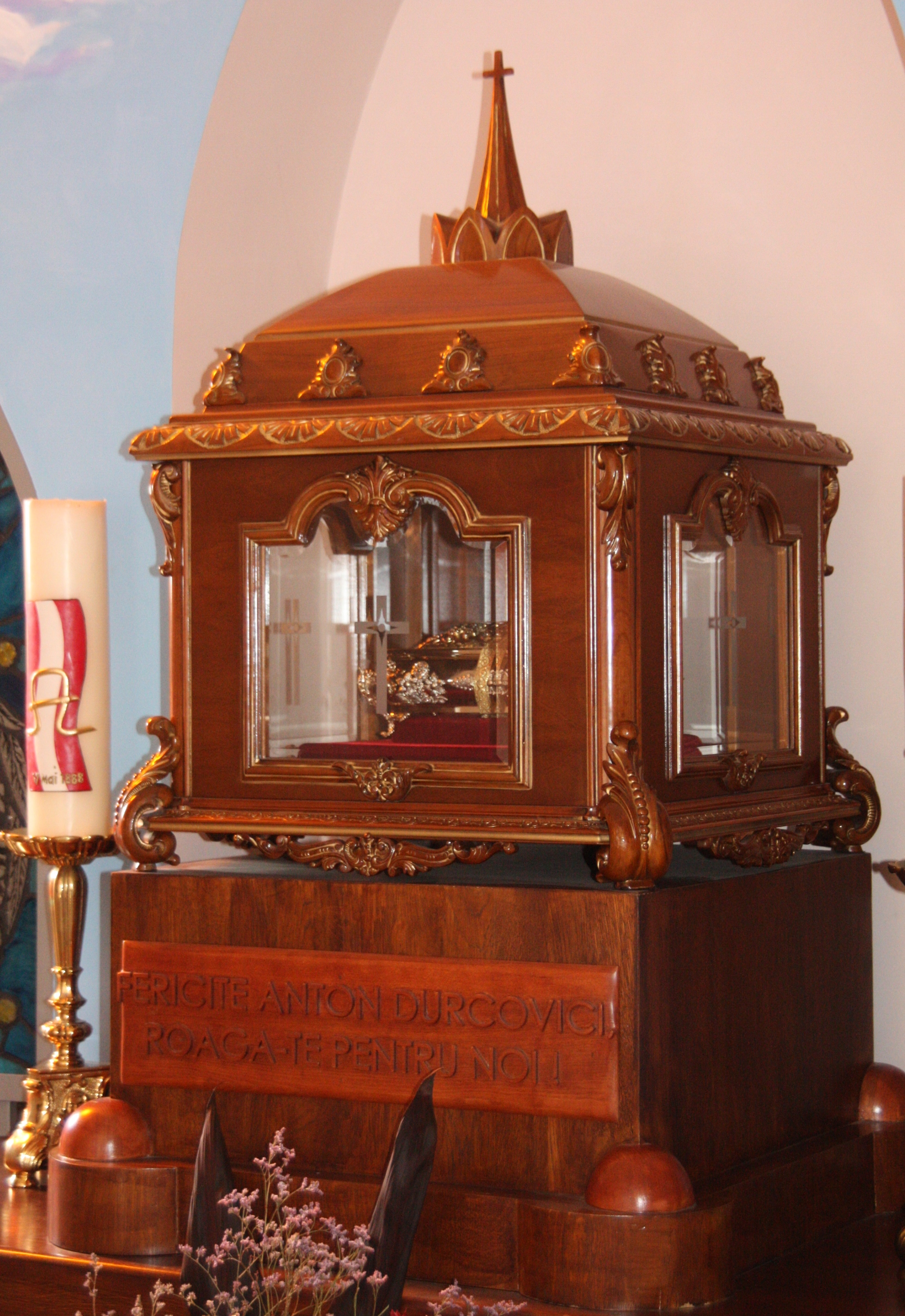
Reliquaire d'Anton Durcovici, église de l'Assomption de la Mère de Dieu de Iași, Roumanie.

La cause pour la béatification et la canonisation d'Anton Durcovici débute le 25 mars 1997, à Iaşi. L'enquête diocésaine récoltant les témoignages sur sa vie et les conditions de sa mort se clôture le 11 septembre 1999, puis envoyée à Rome pour y être étudiée par la Congrégation pour les causes des saints.
Après le rapport positif des différentes commissions sur la sainteté et le martyre d'Anton Durcovici, le pape François procède, le 31 octobre 2013, à la reconnaissance de sa mort en haine de la foi, le déclarant ainsi martyr, et signe le décret permettant sa béatification.
Anton Durcovici est proclamé bienheureux au cours d'une messe célébrée au stade de Iaşi par le cardinal Angelo Amato, le 17 mai 2014,.

## Sources
- (ro) Daniela Malache, « Iași: Episcopul martir Anton Durcovici, proclamat Fericit », 17 mai 2014 (consulté le 10 mai 2016).
- (it) Antonio Borrelli, « Servo di Dio Anton Durcovici. Vescovo e martire » (consulté le 10 mai 2016).
- (en) Dennis Deletant, Communist Terror in Romania, Londres, C. Hurst & Co., 1999  (ISBN 1-85065-386-0).